# Brett DelBuono
Brett DelBuono (Bristol, 23 ottobre 1992) è un attore statunitense.

## Biografia
Brett è nato a Bristol, nel Connecticut da genitori di origine italiana. Cresciuto nel Massachusetts, iniziò la sua carriera cinematografica nel 2004 nel cortometraggio The Casket. Sempre nel 2004 recitò nel film Freedom Park.
In seguito ha recitato in alcune serie televisive come NCIS: Los Angeles, Dr. House - Medical Division e Weeds.

## Filmografia

### Cinema
- The Casket, regia di Doug Lloyd e John Sebastian Rinaldo - cortometraggio (2004)

- Freedom Park, regia di Jon Artigo e Chad Meserve (2004)
- This Revolution, regia di Stephen Marshall (2005)
- Balls of Fury - Palle in gioco (Balls of Fury), regia di Robert Ben Garant (2007)
- Blood Story (Let Me In), regia di Matt Reeves (2010)
- The Box, regia di Ilgar Öztürk - cortometraggio (2012)
- A Night In, regia di Gabe R. Romero - cortometraggio (2012)
- The Insomniac, regia di Monty Miranda (2013)
- Running Up That Hill, regia di Robert Adamson - cortometraggio (2013)
- It's Dark Here, regia di Adam Coplan (2013)
- Jamie Marks Is Dead, regia di Carter Smith (2014)
- Primrose Lane, regia di Nick Phillips - cortometraggio (2015)
- Loose Ends, regia di Anna Akana - cortometraggio (2015)
- XOXO, regia di Christopher Louie (2016)
- Video Game Catz, regia di Lydia Bottom - cortometraggio (2016)
- Advent, regia di Colby Mann - cortometraggio (2016)
- The Veil - La rivincita di un guerriero (The Veil), regia di Brent Ryan Green (2017)
- Black Moon, regia di Ryan Graff - cortometraggio (2019)
- Oppenheimer, regia di Christopher Nolan (2023)
- The 100 Candles Game: The Last Possession, regia collettiva (2023)

### Televisione
- Kidnapped – serie TV, episodio 1x01 (2006)
- The Winner – serie TV, episodio 1x01 (2007)
- The Cleaner – serie TV, 19 episodi (2008-2009)
- NCIS: Los Angeles – serie TV, episodio 2x08 (2010)
- Private Practice – serie TV, episodio 4x10 (2010)
- CSI: Miami – serie TV, episodio 9x14 (2011)
- Dr. House - Medical Division (House M.D.) – serie TV, episodio 7x15 (2011)
- Hero Treatment – serie TV (2011)
- Miss Behave – serie TV, 22 episodi (2010-2012)
- Weeds – serie TV, episodio 8x06 (2012)
- Perception – serie TV, episodio 1x05 (2012)
- Emily Owens, M.D. – serie TV, episodio 1x03 (2012)
- Mad Men – serie TV, episodi 6x01-6x02 (2013)
- NCIS - Unità anticrimine (NCIS: Naval Criminal Investigative Service) – serie TV, episodio 13x04 (2015)
- Castle – serie TV, episodio 8x06 (2015)
- For the People – serie TV, episodio 2x03 (2019)
- Animal Kingdom – serie TV, episodi 6x05-6x06-6x07 (2022)

## Doppiatori italiani
Nelle versioni in italiano delle opere in cui ha recitato, Derek Richardson è stato doppiato da:
- Flavio Aquilone in Private Practice, NCIS: Los Angeles
- Stefano Sperduti in Mad Men, XOXO
- Alessio De Filippis in Dr. House - Medical Division
- Emanuele Ruzza in NCIS - Unità anticrimine
- Manuel Meli in Castle
- Gabriele Sorrentino in Animal Kingdom